# Max Eichholz
Max Eichholz (* 3. Dezember 1881 in Hamburg; † 12. Januar 1943 im KZ Auschwitz) war ein deutscher Politiker der Deutschen Demokratischen Partei (DDP); er wurde Opfer des Nationalsozialismus.

## Leben und Beruf
Max Eichholz war ein Sohn des Juweliers Franz Eichholz und dessen Ehefrau, der Frauenrechtlerin Julie. Er hatte einen jüngeren Bruder namens Jaques (* 24. März 1884). Eichholz, der jüdischen Glaubens war, studierte nach dem Abitur auf dem Wilhelm-Gymnasium in Hamburg-Rotherbaum Jura in Heidelberg, Marburg und Berlin. 1904 wurde er in Freiburg im Breisgau zum Doktor der Rechte promoviert. Anschließend leistete er seinen Referendardienst in Hamburg ab und arbeitete ab 1907 als Rechtsanwalt. Innerhalb der Hamburger Jüdischen Gemeinde war er im liberalen Tempelverein tätig. Im Ersten Weltkrieg diente er als Soldat. Er wurde mit dem Eisernen Kreuz und dem Hanseatenkreuz ausgezeichnet.
Nach dem Ersten Weltkrieg engagierte Eichholz sich in der Volksheim-Bewegung. In den 1920er Jahren gründete er mit dem sozialdemokratischen Politiker und Juristen Herbert Ruscheweyh und mit E. Häckermann eine Sozietät in der damaligen Königstraße (heute Poststraße) in der Hamburger Neustadt, die schnell einen guten Ruf genoss.

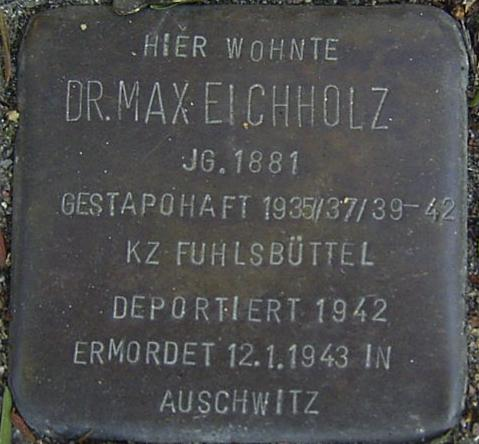
Stolperstein für Max Eichholz in Hamburg-Harvestehude, Mittelweg 89

Im November 1935 und im April 1937 wurde er ohne Gerichtsverfahren verhaftet und für jeweils mehrere Wochen ins KZ Fuhlsbüttel verschleppt und dort misshandelt. Mit dem 30. September 1938 wurde durch die 5. Verordnung zum Reichsbürgergesetz allen jüdischen Rechtsanwälten die Zulassung entzogen. Auch Eichholz musste seine Kanzlei schließen, die er seit 1935 alleine geführt hatte. Nach den Novemberpogromen 1938 wurde er erneut verhaftet und in das KZ Sachsenhausen gebracht. Zwar wurde er im Januar 1939 noch einmal auf freien Fuß gesetzt, im März desselben Jahres aber erneut verhaftet und am 12. Juli wegen angeblicher „Rassenschande“ zu fünf Jahren Zuchthaus verurteilt. Am 10. Dezember 1942 wurde er aus der Strafhaft nach Auschwitz deportiert, wo er 1943 ermordet wurde.
Eichholz’ Frau und seine beiden Söhne konnten rechtzeitig nach Großbritannien emigrieren. Er selbst hatte sich geweigert, mit ins Ausland zu gehen, da er meinte, er sei als Frontkämpfer des Ersten Weltkriegs geschützt, und er außerdem die Jüdische Gemeinde in Hamburg weiter rechtlich unterstützen wollte.
Der Max-Eichholz-Ring in Hamburg-Lohbrügge und die dort befindliche Grundschule sind nach ihm benannt. Außerdem erinnert an ihn ein Stolperstein vor seinem letzten Wohnsitz am Mittelweg 89 in Hamburg-Harvestehude (s. Bild) sowie ein weiterer vor dem Hamburger Rathaus.

## Partei
Eichholz war in der Weimarer Republik Mitglied der Deutschen Demokratischen Partei. Er gehörte dem 1924 gegründeten Klub vom 3. Oktober an, einer Vereinigung sozialdemokratischer und liberaler Hamburger Politiker, deren Ziel es zum einen war, die Zusammenarbeit beider Parteien zu fördern, zum anderen wollte sie durch konspirative Arbeit rechtzeitig gegen antirepublikanische Tendenzen vorgehen. Obwohl Gegner der Fusion der DDP mit dem Jungdeutschen Orden zur Deutschen Staatspartei, trat er nicht aus, da er – wie zum Beispiel auch Harald Abatz – als demokratisches Gewissen weiter in der neuen Partei mitarbeiten wollte.

## Abgeordneter
Eichholz war  von 1921 bis 1933 Mitglied in der Hamburgischen Bürgerschaft. Er war dort als bedeutender Redner bekannt und arbeitete in verschiedenen Ausschüssen in den Bereichen Bau, Finanzen und Soziales mit. Er war einer der ersten, der sich stark gegen die antisemitische Agitation nationalsozialistischer Abgeordneter behaupten musste. In der Bürgerschaft bekannte er am 30. September 1930 aber auch selbstkritisch zum Umgang mit NSDAP und KPD:
„Es ist ein Grundfehler von uns gewesen, mit denen, die nur die Diktatur anerkennen, über Demokratie zu streiten“
Am 8. Juni 2012 wurden vor dem Rathaus Hamburg Stolpersteine für die ermordeten Mitglieder der Hamburgischen Bürgerschaft verlegt, darunter auch einer für Max Eichholz.